# Liste der Monuments historiques in Port-des-Barques
Die Liste der Monuments historiques in Port-des-Barques führt die Monuments historiques in der französischen Gemeinde Port-des-Barques auf.

## Liste der Bauwerke
| Bezeichnung         | Beschreibung | Standort                         | Kennzeichnung | Schutzstatus | Datum | Bild |
| ------------------- | ------------ | -------------------------------- | ------------- | ------------ | ----- | ---- |
| Villa les Tourelles | Erbaut 1898  | 5, avenue de l’Île-Madame (Lage) | PA00105318    | Inscrit      | 1992  |      |